# Liste des membres de la 36e législature de la Seconde Chambre

Cette liste présente les 150 membres de la 36e législature de la Seconde Chambre des États généraux au moment de leur élection lors des élections législatives du 12 septembre 2012. Elle présente les élus par listes et par ordre numérique de présentation par les partis. La direction de la Seconde Chambre est assurée de 2012 à 2015 par Anouchka van Miltenburg (VVD), puis par intérim par Khadija Arib (PvdA) à la suite de la démission de la présidente. Arib est élue pour prendre la succession de Van Miltenburg le 13 janvier 2016.

## Répartition des sièges

Répartition des sièges de la Seconde Chambre à la suite des élections législatives de 2012.

| Parti | Parti                                            | Abr.  | Total | %     | +/-           |
|       | Parti populaire pour la liberté et la démocratie | VVD   | 41    | 27,33 | 10            |
|       | Parti travailliste                               | PvdA  | 38    | 25,33 | 8             |
|       | Parti pour la liberté                            | PVV   | 15    | 10,00 | 9             |
|       | Parti socialiste                                 | SP    | 15    | 10,00 | en stagnation |
|       | Appel chrétien-démocrate                         | CDA   | 13    | 8,67  | 8             |
|       | Démocrates 66                                    | D66   | 12    | 8,00  | 2             |
|       | Union chrétienne                                 | CU    | 5     | 3,33  | en stagnation |
|       | Gauche verte                                     | GL    | 4     | 2,67  | 6             |
|       | Parti politique réformé                          | SGP   | 3     | 2,00  | 1             |
|       | Parti pour les animaux                           | PvdD  | 2     | 1,33  | en stagnation |
|       | 50 Plus                                          | 50+   | 2     | 1,33  | 2             |
| Total | Total                                            | Total | 150   | =     | =             |

## Élus
| N° | Représentant               | Parti | Parti                                            | Abr. | Date de naissance  | Commune de naissance   | Province ou pays de naissance |
| -- | -------------------------- | ----- | ------------------------------------------------ | ---- | ------------------ | ---------------------- | ----------------------------- |
| 01 | Mark Rutte                 |       | Parti populaire pour la liberté et la démocratie | VVD  | 14 février 1967    | La Haye                | Hollande-Méridionale          |
| 02 | Edith Schippers            |       | Parti populaire pour la liberté et la démocratie | VVD  | 25 août 1964       | Utrecht                | Utrecht                       |
| 03 | Jeanine Hennis-Plasschaert |       | Parti populaire pour la liberté et la démocratie | VVD  | 7 avril 1973       | Heerlen                | Limbourg                      |
| 04 | Fred Teeven                |       | Parti populaire pour la liberté et la démocratie | VVD  | 5 août 1958        | Haarlem                | Hollande-Septentrionale       |
| 05 | Stef Blok                  |       | Parti populaire pour la liberté et la démocratie | VVD  | 10 décembre 1964   | Noordoostpolder        | Flevoland                     |
| 06 | Anouchka van Miltenburg    |       | Parti populaire pour la liberté et la démocratie | VVD  | 20 avril 1967      | Utrecht                | Utrecht                       |
| 07 | Halbe Zijlstra             |       | Parti populaire pour la liberté et la démocratie | VVD  | 21 janvier 1969    | Ooststellingwerf       | Frise                         |
| 08 | Frans Weekers              |       | Parti populaire pour la liberté et la démocratie | VVD  | 17 octobre 1967    | Weert                  | Limbourg                      |
| 09 | Mark Harbers               |       | Parti populaire pour la liberté et la démocratie | VVD  | 19 avril 1969      | Ede                    | Gueldre                       |
| 10 | Tamara van Ark             |       | Parti populaire pour la liberté et la démocratie | VVD  | 11 août 1974       | La Haye                | Hollande-Méridionale          |
| 11 | Betty de Boer              |       | Parti populaire pour la liberté et la démocratie | VVD  | 2 septembre 1971   | Achtkarspelen          | Frise                         |
| 12 | Han ten Broeke             |       | Parti populaire pour la liberté et la démocratie | VVD  | 2 mars 1969        | Haaksbergen            | Overijssel                    |
| 13 | Cora van Nieuwenhuizen     |       | Parti populaire pour la liberté et la démocratie | VVD  | 12 juin 1963       | Ridderkerk             | Hollande-Méridionale          |
| 14 | Helma Neppérus             |       | Parti populaire pour la liberté et la démocratie | VVD  | 21 juin 1950       | Amsterdam              | Hollande-Septentrionale       |
| 15 | Ard van der Steur          |       | Parti populaire pour la liberté et la démocratie | VVD  | 7 octobre 1969     | Haarlem                | Hollande-Septentrionale       |
| 16 | Klaas Dijkhoff             |       | Parti populaire pour la liberté et la démocratie | VVD  | 13 janvier 1981    | Soltau                 | Allemagne                     |
| 17 | Ton Elias                  |       | Parti populaire pour la liberté et la démocratie | VVD  | 14 mars 1955       | La Haye                | Hollande-Méridionale          |
| 18 | Anne Mulder                |       | Parti populaire pour la liberté et la démocratie | VVD  | 14 décembre 1969   | Hoogeveen              | Drenthe                       |
| 19 | Mark Verheijen             |       | Parti populaire pour la liberté et la démocratie | VVD  | 14 août 1976       | Peel en Maas           | Limbourg                      |
| 20 | Malik Azmani               |       | Parti populaire pour la liberté et la démocratie | VVD  | 20 janvier 1976    | Heerenveen             | Frise                         |
| 21 | Barbara Visser             |       | Parti populaire pour la liberté et la démocratie | VVD  | 16 août 1977       | Šibenik                | Croatie                       |
| 22 | Helma Lodders              |       | Parti populaire pour la liberté et la démocratie | VVD  | 21 juin 1968       | Moerdijk               | Brabant-Septentrional         |
| 23 | Pieter Duisenberg          |       | Parti populaire pour la liberté et la démocratie | VVD  | 2 juin 1967        | Washington, D.C.       | États-Unis                    |
| 24 | Erik Ziengs                |       | Parti populaire pour la liberté et la démocratie | VVD  | 27 septembre 1960  | Midden-Drenthe         | Drenthe                       |
| 25 | Pieter Litjens             |       | Parti populaire pour la liberté et la démocratie | VVD  | 17 mai 1968        | Utrecht                | Utrecht                       |
| 26 | Brigitte van der Burg      |       | Parti populaire pour la liberté et la démocratie | VVD  | 7 avril 1961       | Tanga                  | Tanzanie                      |
| 27 | Bas van 't Wout            |       | Parti populaire pour la liberté et la démocratie | VVD  | 22 avril 1979      | Amersfoort             | Utrecht                       |
| 28 | Anne-Wil Lucas-Smeerdijk   |       | Parti populaire pour la liberté et la démocratie | VVD  | 10 janvier 1975    | Zutphen                | Gueldre                       |
| 29 | André Bosman               |       | Parti populaire pour la liberté et la démocratie | VVD  | 20 janvier 1965    | Utrechtse Heuvelrug    | Utrecht                       |
| 30 | René Leegte                |       | Parti populaire pour la liberté et la démocratie | VVD  | 8 juillet 1968     | La Haye                | Hollande-Méridionale          |
| 31 | Remco Dijkstra             |       | Parti populaire pour la liberté et la démocratie | VVD  | 18 août 1972       | Zeist                  | Utrecht                       |
| 32 | Ockje Tellegen             |       | Parti populaire pour la liberté et la démocratie | VVD  | 16 octobre 1974    | Delft                  | Hollande-Méridionale          |
| 33 | Foort van Oosten           |       | Parti populaire pour la liberté et la démocratie | VVD  | 25 juin 1977       | Dordrecht              | Hollande-Méridionale          |
| 34 | Karin Straus               |       | Parti populaire pour la liberté et la démocratie | VVD  | 6 avril 1971       | Ruremonde              | Limbourg                      |
| 35 | Matthijs Huizing           |       | Parti populaire pour la liberté et la démocratie | VVD  | 10 octobre 1960    | Oegstgeest             | Hollande-Méridionale          |
| 36 | Bart de Liefde             |       | Parti populaire pour la liberté et la démocratie | VVD  | 18 septembre 1978  | Londres                | Royaume-Uni                   |
| 37 | Michiel van Veen           |       | Parti populaire pour la liberté et la démocratie | VVD  | 20 mars 1971       | Groningue              | Groningue                     |
| 38 | Arno Rutte                 |       | Parti populaire pour la liberté et la démocratie | VVD  | 24 avril 1972      | Hengelo                | Overijssel                    |
| 39 | Ybeltje Berckmoes-Duindam  |       | Parti populaire pour la liberté et la démocratie | VVD  | 11 février 1967    | Leyde                  | Hollande-Méridionale          |
| 40 | Anoushka Schut-Welkzijn    |       | Parti populaire pour la liberté et la démocratie | VVD  | 6 février 1969     | Delft                  | Hollande-Méridionale          |
| 41 | Ingrid de Caluwé           |       | Parti populaire pour la liberté et la démocratie | VVD  | 27 mai 1967        | Luxembourg             | Luxembourg                    |
| 01 | Diederik Samsom            |       | Parti travailliste                               | PvdA | 10 juillet 1971    | Groningue              | Groningue                     |
| 02 | Jetta Klijnsma             |       | Parti travailliste                               | PvdA | 18 mars 1957       | Hoogeveen              | Drenthe                       |
| 03 | Ronald Plasterk            |       | Parti travailliste                               | PvdA | 12 avril 1957      | La Haye                | Hollande-Méridionale          |
| 04 | Tanja Jadnanansing         |       | Parti travailliste                               | PvdA | 26 avril 1967      | Leyde                  | Hollande-Méridionale          |
| 05 | Tunahan Kuzu               |       | Parti travailliste                               | PvdA | 5 juin 1981        | Istanbul               | Turquie                       |
| 06 | Lutz Jacobi                |       | Parti travailliste                               | PvdA | 13 décembre 1955   | Heerenveen             | Frise                         |
| 07 | Jeroen Dijsselbloem        |       | Parti travailliste                               | PvdA | 29 mars 1966       | Eindhoven              | Brabant-Septentrional         |
| 08 | Mariëtte Hamer             |       | Parti travailliste                               | PvdA | 7 juin 1958        | Amsterdam              | Hollande-Septentrionale       |
| 09 | Martijn van Dam            |       | Parti travailliste                               | PvdA | 1er février 1978   | Zoetermeer             | Hollande-Méridionale          |
| 10 | Frans Timmermans           |       | Parti travailliste                               | PvdA | 6 mai 1961         | Maastricht             | Limbourg                      |
| 11 | Désirée Bonis              |       | Parti travailliste                               | PvdA | 9 juillet 1959     | Velsen                 | Hollande-Septentrionale       |
| 12 | John Kerstens              |       | Parti travailliste                               | PvdA | 20 janvier 1965    | Rucphen                | Brabant-Septentrional         |
| 13 | Roos Vermeij               |       | Parti travailliste                               | PvdA | 28 mars 1968       | La Haye                | Hollande-Méridionale          |
| 14 | Henk Nijboer               |       | Parti travailliste                               | PvdA | 31 mars 1983       | Groningue              | Groningue                     |
| 15 | Ahmed Marcouch             |       | Parti travailliste                               | PvdA | 2 mai 1969         | Beni Boughafer         | Maroc                         |
| 16 | Angelien Eijsink           |       | Parti travailliste                               | PvdA | 1er avril 1960     | Haaksbergen            | Overijssel                    |
| 17 | Myrthe Hilkens             |       | Parti travailliste                               | PvdA | 31 janvier 1979    | Sittard-Geleen         | Limbourg                      |
| 18 | Michiel Servaes            |       | Parti travailliste                               | PvdA | 21 février 1972    | Oss                    | Brabant-Septentrional         |
| 19 | Lea Bouwmeester            |       | Parti travailliste                               | PvdA | 3 octobre 1979     | Hoogeveen              | Drenthe                       |
| 20 | Jacques Monasch            |       | Parti travailliste                               | PvdA | 4 janvier 1962     | Rotterdam              | Hollande-Méridionale          |
| 21 | Mei Li Vos                 |       | Parti travailliste                               | PvdA | 31 mars 1970       | Eindhoven              | Brabant-Septentrional         |
| 22 | Jeroen Recourt             |       | Parti travailliste                               | PvdA | 4 juillet 1970     | Dordrecht              | Hollande-Méridionale          |
| 23 | Agnes Wolbert              |       | Parti travailliste                               | PvdA | 20 août 1958       | Oldenzaal              | Overijssel                    |
| 24 | Ed Groot                   |       | Parti travailliste                               | PvdA | 26 décembre 1957   | Stede Broec            | Hollande-Septentrionale       |
| 25 | Attje Kuiken               |       | Parti travailliste                               | PvdA | 27 octobre 1977    | Groningue              | Groningue                     |
| 26 | Pierre Heijnen             |       | Parti travailliste                               | PvdA | 5 octobre 1953     | La Haye                | Hollande-Méridionale          |
| 27 | Keklik Yücel               |       | Parti travailliste                               | PvdA | 5 mai 1968         | Cevizli                | Turquie                       |
| 28 | Loes Ypma                  |       | Parti travailliste                               | PvdA | 20 février 1980    | La Haye                | Hollande-Méridionale          |
| 29 | Albert de Vries            |       | Parti travailliste                               | PvdA | 10 juillet 1955    | Middelbourg            | Zélande                       |
| 30 | Khadija Arib               |       | Parti travailliste                               | PvdA | 10 octobre 1960    | Hedami                 | Maroc                         |
| 31 | Otwin van Dijk             |       | Parti travailliste                               | PvdA | 22 avril 1975      | Rhenen                 | Utrecht                       |
| 32 | Manon Fokke                |       | Parti travailliste                               | PvdA | 16 janvier 1976    | Twenterand             | Overijssel                    |
| 33 | Mohammed Mohandis          |       | Parti travailliste                               | PvdA | 28 juin 1985       | Gouda                  | Hollande-Méridionale          |
| 34 | Sjoera Dikkers             |       | Parti travailliste                               | PvdA | 14 juillet 1969    | Deventer               | Overijssel                    |
| 35 | Tjeerd van Dekken          |       | Parti travailliste                               | PvdA | 14 mai 1967        | Marum                  | Groningue                     |
| 36 | Astrid Oosenbrug           |       | Parti travailliste                               | PvdA | 6 juillet 1968     | Rotterdam              | Hollande-Méridionale          |
| 37 | Jan Vos                    |       | Parti travailliste                               | PvdA | 9 février 1972     | Rotterdam              | Hollande-Méridionale          |
| 38 | Marit Maij                 |       | Parti travailliste                               | PvdA | 16 janvier 1972    | La Haye                | Hollande-Méridionale          |
| 01 | Geert Wilders              |       | Parti pour la liberté                            | PVV  | 6 septembre 1963   | Venlo                  | Limbourg                      |
| 02 | Fleur Agema                |       | Parti pour la liberté                            | PVV  | 16 septembre 1976  | Purmerend              | Hollande-Septentrionale       |
| 03 | Martin Bosma               |       | Parti pour la liberté                            | PVV  | 16 juillet 1964    | Wormerland             | Hollande-Septentrionale       |
| 04 | Lilian Helder              |       | Parti pour la liberté                            | PVV  | 30 mai 1973        | Venlo                  | Limbourg                      |
| 05 | Louis Bontes               |       | Parti pour la liberté                            | PVV  | 28 février 1956    | Rotterdam              | Hollande-Méridionale          |
| 06 | Teun van Dijck             |       | Parti pour la liberté                            | PVV  | 13 septembre 1963  | Venlo                  | Limbourg                      |
| 07 | Sietse Fritsma             |       | Parti pour la liberté                            | PVV  | 31 mars 1972       | Franekeradeel          | Frise                         |
| 08 | Barry Madlener             |       | Parti pour la liberté                            | PVV  | 6 janvier 1969     | Leyde                  | Hollande-Méridionale          |
| 09 | Joram van Klaveren         |       | Parti pour la liberté                            | PVV  | 23 janvier 1979    | Amsterdam              | Hollande-Septentrionale       |
| 10 | Harm Beertema              |       | Parti pour la liberté                            | PVV  | 9 mars 1952        | Zaanstad               | Hollande-Septentrionale       |
| 11 | Dion Graus                 |       | Parti pour la liberté                            | PVV  | 19 mars 1967       | Heerlen                | Limbourg                      |
| 12 | Reinette Klever            |       | Parti pour la liberté                            | PVV  | 21 juillet 1967    | Weesp                  | Hollande-Septentrionale       |
| 13 | Roland van Vliet           |       | Parti pour la liberté                            | PVV  | 25 novembre 1969   | Echt-Susteren          | Limbourg                      |
| 14 | Raymond de Roon            |       | Parti pour la liberté                            | PVV  | 1er septembre 1952 | Amsterdam              | Hollande-Septentrionale       |
| 15 | Machiel de Graaf           |       | Parti pour la liberté                            | PVV  | 26 juin 1969       | La Haye                | Hollande-Méridionale          |
| 01 | Emile Roemer               |       | Parti socialiste                                 | SP   | 24 août 1962       | Boxmeer                | Brabant-Septentrional         |
| 02 | Renske Leijten             |       | Parti socialiste                                 | SP   | 17 mars 1979       | Leyde                  | Hollande-Méridionale          |
| 03 | Ronald van Raak            |       | Parti socialiste                                 | SP   | 30 octobre 1969    | Hilvarenbeek           | Brabant-Septentrional         |
| 04 | Harry van Bommel           |       | Parti socialiste                                 | SP   | 24 juin 1962       | Helmond                | Brabant-Septentrional         |
| 05 | Jan de Wit                 |       | Parti socialiste                                 | SP   | 10 mai 1945        | Moerdijk               | Brabant-Septentrional         |
| 06 | Sadet Karabulut            |       | Parti socialiste                                 | SP   | 28 avril 1975      | Dordrecht              | Hollande-Méridionale          |
| 07 | Sharon Gesthuizen          |       | Parti socialiste                                 | SP   | 23 janvier 1976    | Nimègue                | Gueldre                       |
| 08 | Jasper van Dijk            |       | Parti socialiste                                 | SP   | 20 avril 1971      | Nieuwegein             | Utrecht                       |
| 09 | Paul Ulenbelt              |       | Parti socialiste                                 | SP   | 1er avril 1952     | Haaksbergen            | Overijssel                    |
| 10 | Henk van Gerven            |       | Parti socialiste                                 | SP   | 11 mars 1955       | Bergeijk               | Brabant-Septentrional         |
| 11 | Manja Smits                |       | Parti socialiste                                 | SP   | 27 mai 1985        | De Bilt                | Utrecht                       |
| 12 | Paulus Jansen              |       | Parti socialiste                                 | SP   | 2 mars 1954        | Ruremonde              | Limbourg                      |
| 13 | Farshad Bashir             |       | Parti socialiste                                 | SP   | 14 janvier 1988    | Kaboul                 | Afghanistan                   |
| 14 | Nine Kooiman               |       | Parti socialiste                                 | SP   | 9 décembre 1980    | Utrecht                | Utrecht                       |
| 15 | Arnold Merkies             |       | Parti socialiste                                 | SP   | 6 décembre 1968    | Bodegraven-Reeuwijk    | Hollande-Méridionale          |
| 01 | Sybrand van Haersma Buma   |       | Appel chrétien-démocrate                         | CDA  | 30 juillet 1965    | Súdwest-Fryslân        | Frise                         |
| 02 | Mona Keijzer               |       | Appel chrétien-démocrate                         | CDA  | 9 octobre 1968     | Edam-Volendam          | Hollande-Septentrionale       |
| 03 | Pieter Omtzigt             |       | Appel chrétien-démocrate                         | CDA  | 8 janvier 1974     | La Haye                | Hollande-Méridionale          |
| 04 | Sander de Rouwe            |       | Appel chrétien-démocrate                         | CDA  | 1er novembre 1980  | Súdwest-Fryslân        | Frise                         |
| 05 | Raymond Knops              |       | Appel chrétien-démocrate                         | CDA  | 10 novembre 1971   | Horst aan de Maas      | Limbourg                      |
| 06 | Michel Rog                 |       | Appel chrétien-démocrate                         | CDA  | 3 avril 1973       | Bois-le-Duc            | Brabant-Septentrional         |
| 07 | Eddy van Hijum             |       | Appel chrétien-démocrate                         | CDA  | 17 avril 1972      | Delft                  | Hollande-Méridionale          |
| 08 | Hanke Bruins Slot          |       | Appel chrétien-démocrate                         | CDA  | 20 octobre 1977    | Apeldoorn              | Gueldre                       |
| 09 | Jaco Geurts                |       | Appel chrétien-démocrate                         | CDA  | 11 juillet 1970    | Barneveld              | Gueldre                       |
| 10 | Agnes Mulder               |       | Appel chrétien-démocrate                         | CDA  | 21 octobre 1973    | Hardenberg             | Overijssel                    |
| 11 | Peter Oskam                |       | Appel chrétien-démocrate                         | CDA  | 5 janvier 1960     | La Haye                | Hollande-Méridionale          |
| 12 | Pieter Heerma              |       | Appel chrétien-démocrate                         | CDA  | 5 août 1977        | Amsterdam              | Hollande-Septentrionale       |
| 13 | Madeleine van Toorenburg   |       | Appel chrétien-démocrate                         | CDA  | 10 mai 1968        | La Haye                | Hollande-Méridionale          |
| 01 | Alexander Pechtold         |       | Démocrates 66                                    | D66  | 16 décembre 1965   | Delft                  | Hollande-Méridionale          |
| 02 | Stientje van Veldhoven     |       | Démocrates 66                                    | D66  | 22 juin 1973       | Utrecht                | Utrecht                       |
| 03 | Pia Dijkstra               |       | Démocrates 66                                    | D66  | 9 décembre 1954    | Franekeradeel          | Frise                         |
| 04 | Wouter Koolmees            |       | Démocrates 66                                    | D66  | 20 mars 1977       | Capelle aan den IJssel | Hollande-Méridionale          |
| 05 | Kees Verhoeven             |       | Démocrates 66                                    | D66  | 25 avril 1976      | Utrecht                | Utrecht                       |
| 06 | Vera Bergkamp              |       | Démocrates 66                                    | D66  | 1er juin 1971      | Amsterdam              | Hollande-Septentrionale       |
| 07 | Gerard Schouw              |       | Démocrates 66                                    | D66  | 30 décembre 1965   | Westland               | Hollande-Méridionale          |
| 08 | Paul van Meenen            |       | Démocrates 66                                    | D66  | 29 janvier 1956    | La Haye                | Hollande-Méridionale          |
| 09 | Steven van Weyenberg       |       | Démocrates 66                                    | D66  | 21 mars 1973       | Gand                   | Belgique                      |
| 10 | Magda Berndsen             |       | Démocrates 66                                    | D66  | 4 mai 1950         | Leyde                  | Hollande-Méridionale          |
| 11 | Sjoerd Sjoerdsma           |       | Démocrates 66                                    | D66  | 10 juillet 1981    | Eindhoven              | Brabant-Septentrional         |
| 12 | Wassila Hachchi            |       | Démocrates 66                                    | D66  | 6 janvier 1980     | Rotterdam              | Hollande-Méridionale          |
| 01 | Arie Slob                  |       | Union chrétienne                                 | CU   | 16 novembre 1961   | Zuidplas               | Hollande-Méridionale          |
| 02 | Carola Schouten            |       | Union chrétienne                                 | CU   | 6 octobre 1977     | Bois-le-Duc            | Brabant-Septentrional         |
| 03 | Joël Voordewind            |       | Union chrétienne                                 | CU   | 9 juillet 1965     | Coevorden              | Drenthe                       |
| 04 | Gert-Jan Segers            |       | Union chrétienne                                 | CU   | 9 juillet 1969     | Lisse                  | Hollande-Méridionale          |
| 05 | Carla Dik-Faber            |       | Union chrétienne                                 | CU   | 6 mai 1971         | Leidschendam-Voorburg  | Hollande-Méridionale          |
| 01 | Jolande Sap                |       | Gauche verte                                     | GL   | 22 mai 1963        | Venlo                  | Limbourg                      |
| 02 | Bram van Ojik              |       | Gauche verte                                     | GL   | 22 septembre 1954  | Veenendaal             | Utrecht                       |
| 03 | Liesbeth van Tongeren      |       | Gauche verte                                     | GL   | 31 mars 1958       | Flardingue             | Hollande-Méridionale          |
| 04 | Jesse Klaver               |       | Gauche verte                                     | GL   | 1er mai 1986       | Rosendael              | Brabant-Septentrional         |
| 01 | Kees van der Staaij        |       | Parti politique réformé                          | SGP  | 12 septembre 1968  | Flardingue             | Hollande-Méridionale          |
| 02 | Elbert Dijkgraaf           |       | Parti politique réformé                          | SGP  | 6 janvier 1970     | Almelo                 | Overijssel                    |
| 03 | Roelof Bisschop            |       | Parti politique réformé                          | SGP  | 30 novembre 1956   | Staphorst              | Overijssel                    |
| 01 | Marianne Thieme            |       | Parti pour les animaux                           | PvdD | 6 mars 1972        | Ede                    | Gueldre                       |
| 02 | Esther Ouwehand            |       | Parti pour les animaux                           | PvdD | 10 juin 1976       | Katwijk                | Hollande-Méridionale          |
| 01 | Henk Krol                  |       | 50 Plus                                          | 50+  | 1er avril 1950     | Tilbourg               | Brabant-Septentrional         |
| 02 | Norbert Klein              |       | 50 Plus                                          | 50+  | 1er mars 1956      | Hengelo                | Overijssel                    |

### Liens
- (fr) Le résultat des élections à la seconde Chambre depuis 1946
- Seconde Chambre des États généraux